# Bergsäng, Leksands kommun
Bergsäng är två byar i Leksands kommun, Leksands socken. Från 2015 avgränsar SCB här en småort.
Byn omtalas första gången i ett dokument 1482 som 'bersænghen'. I den äldsta skattelängden från 1539 uppräknas 12 nominati i Bergsäng i de båda senare åtskiljda byarna Norr och Sör Bergsäng. Byarna börjar alltmer att skiljas åt på 1600-talet, men redan i skattelängden 1558 skiljs mellan 'Bergzengh' med 9 och 'Norrebergzengh' med 5 nominati. Sör Bergsäng förefaller vara den äldre av de båda byarna. 

## Norr Bergsäng

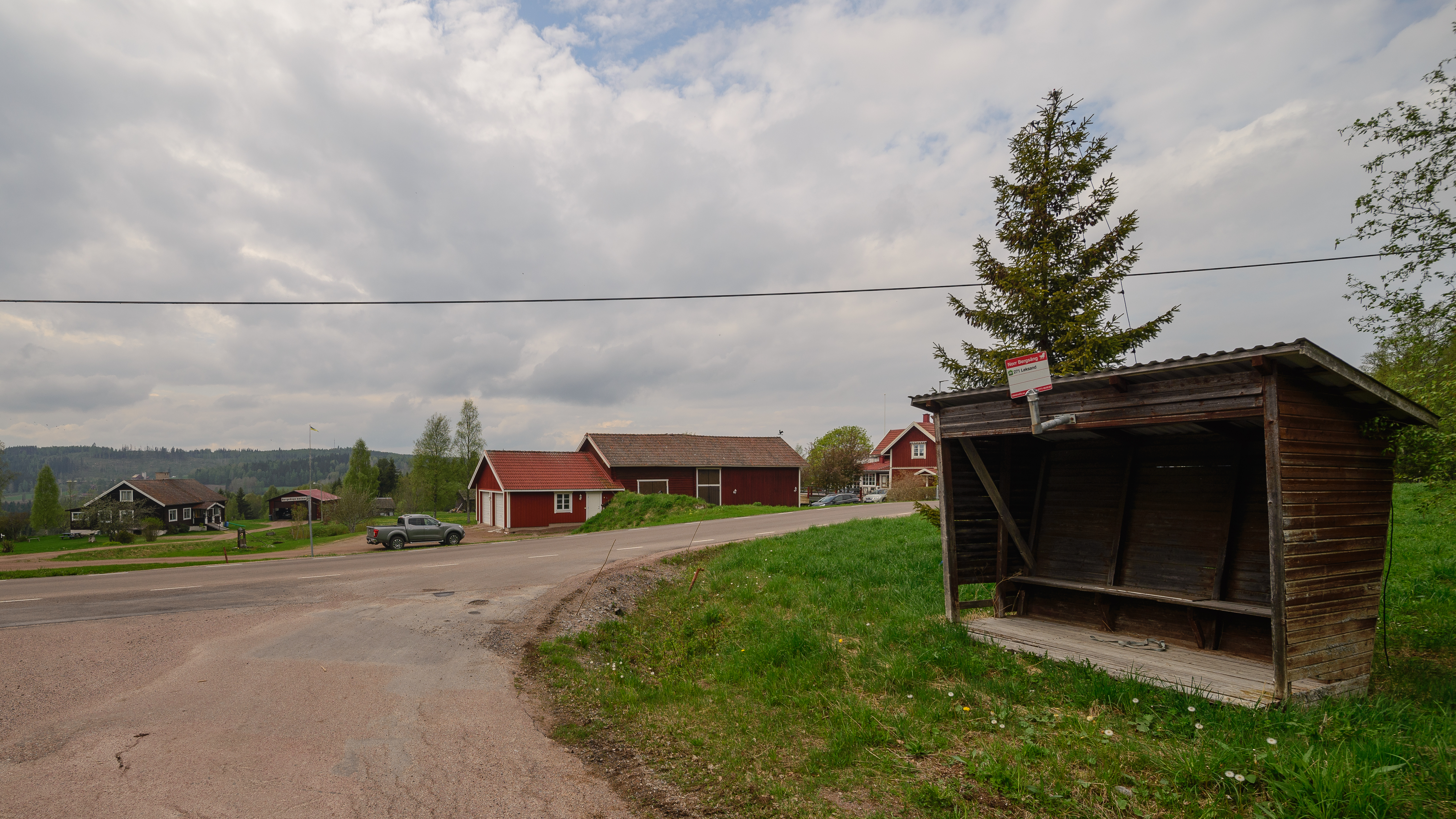
Norr Bergsäng.

I början av 1920-talet omfattade byn ett 30-tal gårdar. Bland sevärdheterna här fanns stamträdet för en dittills okänd äppelsort, som i början av 1800-talet hemförts till Norr Lindberg och sedan spritts i byn. Äppelarten var då sedan 1909 förökad av en trädgårdsmästare i Falun. 
Bergsängs backar, ansågs under 1800-talet som en stor sevärdhet, och beskrevs i Vårt Land av Vilhelm Kôersner 1888, och Herman Hofbergs Genom Sveriges bygder 1872, som Dalarnas främsta utsikt och beskrivs redan i F. Arosenius Beskrifning öfver provinsen Dalarne 1863 som vitt omtalat för sin skönhet. Karl-Erik Forsslund ansåg skönheten överträffad bland annat av den från Plintsberg och Tällberg, och antog att berömmelsen främst berott på att resande tidigare sällan färdats den vägen.

## Sör Bergsäng
Mantalslängden 1668 upptar 17 gårdar i Sör Bergsäng. Holstensons karta från samma år gör ingen åtskillnad mellan Sör och Norr Bergsäng, och redovisar tillsammans 22 gårdar. 1766 hade Sör Bergsäng 23 gårdar, som 1830 hade ökat till 35. I mitten av 1850-talet uppnår byn sitt maximum. På 1860-talet fick byn skola.
1929 fanns 35 gårdar i byn uppdelade på 3 bydelar: Västbyn, Knutsgårdarna och Hola.